# Lijst van rijksmonumenten in Westerveld

Westerveld

De gemeente Westerveld telt 185 inschrijvingen in het rijksmonumentenregister, hieronder een overzicht. 

## Boschoord
De plaats Boschoord telt 4 inschrijvingen in het rijksmonumentenregister.
| Object                                                                           | Oorspronkelijke functie? | Bouwjaar | Architect | Locatie                 | Coördinaten?                  | Nr.?  | Afbeelding                          |
| -------------------------------------------------------------------------------- | ------------------------ | -------- | --------- | ----------------------- | ----------------------------- | ----- | ----------------------------------- |
| Schoolmeesterswoning onder zadeldak                                              | Woonhuis                 | ca. 1890 |           | Schoollaan 1            | 52° 53' 23" NB, 6° 12' 28" OL | 37505 | Schoolmeesterswoning onder zadeldak |
| Voorm. openbare lagere school                                                    | Onderwijs en wetenschap  | 1874     |           | t.o. Schoollaan 1       | 52° 53' 25" NB, 6° 12' 30" OL | 37506 | Upload foto                         |
| Kolonistenwoning met voorhuis met aanbouw en bedrijfsdeel onder rieten schilddak | Woonhuis                 | ca. 1825 |           | Jongkindt Conincklaan 5 | 52° 53' 19" NB, 6° 13' 8" OL  | 37507 | Meer afbeeldingen                   |
| Kolonistenwoning met voorhuis onder zadeldak en houten bedrijfsdeel              | Woonhuis                 | ca. 1825 |           | Jongkindt Conincklaan 8 | 52° 53' 19" NB, 6° 13' 6" OL  | 37508 | Meer afbeeldingen                   |

## Diever
De plaats Diever telt 14 inschrijvingen in het rijksmonumentenregister. Zie de Lijst van rijksmonumenten in Diever voor een overzicht.

## Dieverbrug
De plaats Dieverbrug telt 1 inschrijving in het rijksmonumentenregister.
| Object                            | Oorspronkelijke functie? | Bouwjaar          | Architect | Locatie         | Coördinaten?                  | Nr.?   | Afbeelding        |
| --------------------------------- | ------------------------ | ----------------- | --------- | --------------- | ----------------------------- | ------ | ----------------- |
| Restanten van een kalkovencomplex | Nijverheid               | 1925 1993 (rest.) |           | bij Rijksweg 26 | 52° 51' 18" NB, 6° 20' 46" OL | 398784 | Meer afbeeldingen |

## Dwingeloo
De plaats Dwingeloo telt 47 inschrijvingen in het rijksmonumentenregister. Zie de Lijst van rijksmonumenten in Dwingeloo voor een overzicht.

## Eemster
De plaats Eemster telt 1 inschrijving in het rijksmonumentenregister.
| Object                                                 | Oorspronkelijke functie? | Bouwjaar | Architect | Locatie    | Coördinaten?                 | Nr.?   | Afbeelding        |
| ------------------------------------------------------ | ------------------------ | -------- | --------- | ---------- | ---------------------------- | ------ | ----------------- |
| Hallenhuisboerderij in ambachtelijk-traditionele stijl | Boerderij                | ca. 1890 |           | Eemster 25 | 52° 51' 14" NB, 6° 23' 8" OL | 507328 | Meer afbeeldingen |

## Eursinge
De plaats Eursinge (Westerveld) telt 5 inschrijvingen in het rijksmonumentenregister.
| Object                                                 | Oorspronkelijke functie? | Bouwjaar             | Architect | Locatie            | Coördinaten?                  | Nr.?  | Afbeelding        |
| ------------------------------------------------------ | ------------------------ | -------------------- | --------- | ------------------ | ----------------------------- | ----- | ----------------- |
| Boerderij met twee zijbaanders en Lodewijk XV-voordeur | Boerderij                | mog. 18e eeuw (kern) |           | Busselterweg 2     | 52° 45' 56" NB, 6° 13' 2" OL  | 21035 | Meer afbeeldingen |
| Boerderij met zijbaander en kruiskozijnen in woondeel  | Boerderij                | mog. 18e eeuw (kern) |           | Eursingerlaan 1    | 52° 46' 1" NB, 6° 13' 24" OL  | 21036 | Meer afbeeldingen |
| Boerderij met zijbaander                               | Boerderij                | 1846                 |           | Eursingerlaan 3    | 52° 46' 1" NB, 6° 13' 22" OL  | 21037 | Meer afbeeldingen |
| Bralshoeve                                             | Boerderij                | ca. 1855             |           | Eursingerlaan 5    | 52° 45' 59" NB, 6° 13' 17" OL | 21038 | Meer afbeeldingen |
| Het Eursinger Hof                                      | Boerderij                | eind 18e eeuw        |           | Eursingerlaan 8-8a | 52° 45' 57" NB, 6° 13' 16" OL | 21039 | Meer afbeeldingen |

## Frederiksoord
De plaats Frederiksoord telt 19 inschrijvingen in het rijksmonumentenregister. Zie de Lijst van rijksmonumenten in Frederiksoord voor een overzicht.

## Havelte
De plaats Havelte telt 41 inschrijvingen in het rijksmonumentenregister. Zie de Lijst van rijksmonumenten in Havelte voor een overzicht.

## Leggeloo
De plaats Leggeloo telt 6 inschrijvingen in het rijksmonumentenregister.
| Object                                                                                             | Oorspronkelijke functie? | Bouwjaar              | Architect | Locatie      | Coördinaten?                  | Nr.?  | Afbeelding        |
| -------------------------------------------------------------------------------------------------- | ------------------------ | --------------------- | --------- | ------------ | ----------------------------- | ----- | ----------------- |
| Boerderij met gemetselde stenen topgevel                                                           | Boerderij                | 18e eeuw (kern)       |           | Leggeloo 39  | 52° 51' 16" NB, 6° 21' 30" OL | 14233 | Meer afbeeldingen |
| Boerderij met woonhuis en stal in elkaars verlengde onder aan voorzijde afgewolfd rieten schilddak | Boerderij                | 18e of begin 19e eeuw |           | Leggeloo 3   | 52° 51' 9" NB, 6° 21' 52" OL  | 14245 | Meer afbeeldingen |
| Boerderij met zijbaander onder langgerekt rieten dak                                               | Boerderij                | vroege 19e eeuw       |           | Leggeloo 5   | 52° 51' 12" NB, 6° 21' 51" OL | 14246 | Meer afbeeldingen |
| Leggeloër Boerhuis                                                                                 | Boerderij                |                       |           | Leggeloo 41  | 52° 51' 14" NB, 6° 21' 32" OL | 14247 | Meer afbeeldingen |
| Boerderij tegen puntgevel onder rieten schilddak met stal met zijbaander en bakhuis                | Boerderij                | 18e eeuw              |           | Leggeloo 24a | 52° 51' 14" NB, 6° 22' 3" OL  | 14248 | Meer afbeeldingen |
| Boerderij onder met riet gedekt wolfsdak                                                           | Boerderij                | 1800-1850             |           | Leggeloo 38  | 52° 51' 21" NB, 6° 21' 39" OL | 14249 | Meer afbeeldingen |

## Lhee
De plaats Lhee telt 8 inschrijvingen in het rijksmonumentenregister.
| Object                                                                                      | Oorspronkelijke functie? | Bouwjaar              | Architect        | Locatie    | Coördinaten?                  | Nr.?   | Afbeelding                              |
| ------------------------------------------------------------------------------------------- | ------------------------ | --------------------- | ---------------- | ---------- | ----------------------------- | ------ | --------------------------------------- |
| Boerderij met zijbaander en gemetselde stenen topgevel met vlechtingen                      | Boerderij                | 19e eeuw (kern ouder) |                  | Lhee 90    | 52° 49' 26" NB, 6° 23' 35" OL | 14243  | Meer afbeeldingen                       |
| Boerderij met zijbaander en gedeeltelijk met riet bedekte puntgevel                         | Boerderij                |                       |                  | Lhee 100   | 52° 49' 28" NB, 6° 23' 27" OL | 14244  | Meer afbeeldingen                       |
| Boerderij onder rieten wolfsdak aan achterzijde en met riet bedekte puntgevel aan voorzijde | Boerderij                | 19e eeuw (kern ouder) |                  | Lhee 67    | 52° 49' 35" NB, 6° 23' 43" OL | 46583  | Meer afbeeldingen                       |
| Boerderij onder rieten schilddak                                                            | Boerderij                | 1746                  |                  | Lhee 68    | 52° 49' 36" NB, 6° 23' 41" OL | 46584  | Meer afbeeldingen                       |
| Boerderij tegen rechtgesloten voorgevel onder rieten wolfdak met overstek aan achterzijde   | Boerderij                | 19e eeuw (kern ouder) |                  | Lhee 71    | 52° 49' 36" NB, 6° 23' 37" OL | 46585  | Meer afbeeldingen                       |
| Boerderij onder rieten wolfsdak tegen topgevel aan voorzijde                                | Boerderij                | 1800-1850             |                  | Lhee 91    | 52° 49' 26" NB, 6° 23' 33" OL | 46586  | Meer afbeeldingen                       |
| Hallenhuisboerderij in art-nouveaustijl                                                     | Boerderij                | 1922-'23              | C.J.M. Modderman | Lhee 9     | 52° 49' 57" NB, 6° 23' 34" OL | 507314 | Hallenhuisboerderij in art-nouveaustijl |
| Hallenhuisboerderij in art-nouveaustijl, stookhok                                           | Boerderij                | 1922-'23              | C.J.M. Modderman | bij Lhee 9 | 52° 49' 57" NB, 6° 23' 34" OL | 507315 | Upload foto                             |

## Lheebroek
De plaats Lheebroek telt 2 inschrijvingen in het rijksmonumentenregister.
| Object                                                           | Oorspronkelijke functie? | Bouwjaar | Architect | Locatie         | Coördinaten?                 | Nr.?   | Afbeelding  |
| ---------------------------------------------------------------- | ------------------------ | -------- | --------- | --------------- | ---------------------------- | ------ | ----------- |
| Hallenhuisboerderij in ambachtelijk-traditionele stijl           | Boerderij                | ca. 1865 |           | Lheebroek 6     | 52° 50' 33" NB, 6° 25' 4" OL | 507311 | Upload foto |
| Hallenhuisboerderij in ambachtelijk-traditionele stijl, stookhok | Boerderij                | ca. 1895 |           | bij Lheebroek 6 | 52° 50' 33" NB, 6° 25' 4" OL | 507312 | Upload foto |

## Nijensleek
De plaats Nijensleek telt 2 inschrijvingen in het rijksmonumentenregister.
| Object                                                                | Oorspronkelijke functie? | Bouwjaar                                                       | Architect | Locatie      | Coördinaten?                  | Nr.?   | Afbeelding        |
| --------------------------------------------------------------------- | ------------------------ | -------------------------------------------------------------- | --------- | ------------ | ----------------------------- | ------ | ----------------- |
| Boerderij met zijbaander onder rieten schilddak tegen rechte topgevel | Boerderij                | 18e eeuw (in aanleg)                                           |           | Hoofdweg 118 | 52° 49' 55" NB, 6° 9' 24" OL  | 46971  | Meer afbeeldingen |
| Voorm. zuivelfabriek                                                  | Industrie                | 1891 (fabrieksgebouw en woning, overige bouwdelen iets jonger) |           | Hoofdweg 16  | 52° 50' 28" NB, 6° 10' 33" OL | 507335 | Upload foto       |

## Uffelte
De plaats Uffelte telt 5 inschrijvingen in het rijksmonumentenregister.
| Object                                                                  | Oorspronkelijke functie? | Bouwjaar                           | Architect | Locatie        | Coördinaten?                  | Nr.?   | Afbeelding        |
| ----------------------------------------------------------------------- | ------------------------ | ---------------------------------- | --------- | -------------- | ----------------------------- | ------ | ----------------- |
| Boerderij met zijbaander en lemen wand tussen woon- en bedrijfsgedeelte | Boerderij                | begin 19e eeuw                     |           | Dwarsweg 2     | 52° 47' 26" NB, 6° 16' 32" OL | 21040  | Meer afbeeldingen |
| Boerderij onder rieten wolfsdak met zijbaander in de linkerzijgevel     | Boerderij                | 18e eeuw 1893 (verb.) 1982 (rest.) |           | Dorpsstraat 5  | 52° 47' 34" NB, 6° 17' 7" OL  | 21041  | Meer afbeeldingen |
| Hoeve onder hoog rieten wolfsdak met stal met twee zijbaanders          | Boerderij                | 1800-1825                          |           | Dorpsstraat 7  | 52° 47' 33" NB, 6° 17' 4" OL  | 21042  | Meer afbeeldingen |
| Hallenhuisboerderij in ambachtelijk-traditionele stijl met dwarsdeel    | Boerderij                | mog. 18e eeuw 1832-1840 (verb.)    |           | Anserweg 8     | 52° 47' 9" NB, 6° 17' 53" OL  | 507513 | Meer afbeeldingen |
| Hallenhuisboerderij in ambachtelijk-traditionele stijl, stookhok        | Boerderij                | ca. 1880-1900                      |           | bij Anserweg 8 | 52° 47' 9" NB, 6° 17' 53" OL  | 507514 | Upload foto       |

## Vledder
De plaats Vledder telt 7 inschrijvingen in het rijksmonumentenregister.
| Object | Oorspronkelijke functie?  | Bouwjaar                                              | Architect      | Locatie           | Coördinaten?                  | Nr.?   | Afbeelding        |
| --- | ------------------------- | ----------------------------------------------------- | -------------- | ----------------- | ----------------------------- | ------ | ----------------- |
| Hallenhuisboerderij onder schilddak met dwarsdeel evenwijdig aan de weg                                            | Boerderij                 | 1739                                                  |                | Dorpsstraat 19    | 52° 51' 27" NB, 6° 12' 39" OL | 37473  | Meer afbeeldingen |
| Hervormde (Johannes de Doperkerk)                                                                                  | Kerk en kerkonderdeel     | 15e eeuw (schip, koor) 1621 (herst.) 1952-'54 (rest.) |                | Lesturgeonplein 4 | 52° 51' 30" NB, 6° 12' 28" OL | 37474  | Meer afbeeldingen |
| Johannes de Doperkerk, toren                                                                                       | Kerk en kerkonderdeel     | 14e eeuw                                              |                | Lesturgeonplein 2 | 52° 51' 31" NB, 6° 12' 28" OL | 37475  | Meer afbeeldingen |
| Boerderij met woonhuis en stal onder rieten dak aan voorzijde tegen puntgevel en achter schildvormig beëindigd     | Boerderij                 | 17e eeuw                                              |                | De Hoek 5         | 52° 51' 34" NB, 6° 12' 29" OL | 37476  | Meer afbeeldingen |
| Hallenhuisboerderij met voorhuis tegen puntgevel onder rieten zadeldak, stal onder hoog rieten zadeldak en bakhuis | Boerderij                 | 18e eeuw (boerderij) 19e eeuw (bakhuis)               |                | De Hoek 12        | 52° 51' 31" NB, 6° 12' 35" OL | 37477  | Meer afbeeldingen |
| Molen van Vledder                                                                                                  | Industrie- en poldermolen | 1968                                                  | J.D. Medendorp | De Bree 1         | 52° 51' 35" NB, 6° 12' 56" OL | 357823 | Meer afbeeldingen |
| Hallenhuisboerderij, schuur                                                                                        | Boerderij                 | 1902                                                  |                | bij De Hoek 12    | 52° 51' 32" NB, 6° 12' 34" OL | 527403 | Upload foto       |

## Wapse
De plaats Wapse telt 1 inschrijving in het rijksmonumentenregister.
| Object                                                           | Oorspronkelijke functie? | Bouwjaar | Architect | Locatie         | Coördinaten?                  | Nr.?  | Afbeelding        |
| ---------------------------------------------------------------- | ------------------------ | -------- | --------- | --------------- | ----------------------------- | ----- | ----------------- |
| Boerderij met zijbaander onder aan voorzijde afgewolfd schilddak | Boerderij                | 1860     |           | Veenhuizerweg 6 | 52° 51' 50" NB, 6° 16' 16" OL | 46732 | Meer afbeeldingen |

## Wapserveen
De plaats Wapserveen telt 4 inschrijvingen in het rijksmonumentenregister.
| Object                                                            | Oorspronkelijke functie? | Bouwjaar                         | Architect | Locatie      | Coördinaten?                  | Nr.?  | Afbeelding        |
| ----------------------------------------------------------------- | ------------------------ | -------------------------------- | --------- | ------------ | ----------------------------- | ----- | ----------------- |
| Boerderij met woondeel met topgevel en zijbaander                 | Boerderij                | 18e eeuw (kern)                  |           | Oosteinde 10 | 52° 49' 46" NB, 6° 15' 47" OL | 21043 | Meer afbeeldingen |
| Boerderij met woondeel met topgevel, achterbaander en underschoer | Boerderij                | 1771                             |           | Oosteinde 18 | 52° 49' 48" NB, 6° 15' 31" OL | 21044 | Meer afbeeldingen |
| Hervormde kerk met klokkenstoel                                   | Kerk en kerkonderdeel    | 1775 (klokkenstoel) 1803 (kerk)  |           | Oosteinde 31 | 52° 49' 47" NB, 6° 14' 35" OL | 21045 | Meer afbeeldingen |
| Boerderij met zijbaander en aangebouwde stookhut                  | Boerderij                | 1734 (kern) 19e eeuw (voorgevel) |           | Midden 78    | 52° 49' 39" NB, 6° 14' 7" OL  | 46737 | Meer afbeeldingen |

## Wilhelminaoord
De plaats Wilhelminaoord telt 15 inschrijvingen in het rijksmonumentenregister. Zie de Lijst van rijksmonumenten in Wilhelminaoord voor een overzicht.

## Zorgvlied
De plaats Zorgvlied telt 2 inschrijvingen in het rijksmonumentenregister.
| Object                                | Oorspronkelijke functie? | Bouwjaar           | Architect | Locatie        | Coördinaten?                  | Nr.?   | Afbeelding                            |
| ------------------------------------- | ------------------------ | ------------------ | --------- | -------------- | ----------------------------- | ------ | ------------------------------------- |
| Rooms-katholieke kerk                 | Kerk en kerkonderdeel    | 1923-'24           | J.W. Bijl | Dorpsstraat 31 | 52° 55' 18" NB, 6° 15' 14" OL | 507280 | Meer afbeeldingen                     |
| Obadjakapel (Evangelisatievereniging) | Kerk en kerkonderdeel    | 1904 1970 (uitbr.) |           | Dorpsstraat 5  | 52° 55' 13" NB, 6° 15' 25" OL | 507281 | Obadjakapel (Evangelisatievereniging) |

Aa en Hunze ·
Assen ·
Borger-Odoorn ·
Coevorden ·
De Wolden ·
Emmen ·
Hoogeveen ·
Meppel ·
Midden-Drenthe ·
Noordenveld ·
Tynaarlo ·
Westerveld